# Ban (territoire)
Pour les articles homonymes, voir Ban.
À l'origine, le  ban est un pouvoir de commandement sur les hommes. Suivant sa nature civile, militaire ou religieuse, le mot a fini, sujet à métonymie, par désigner le territoire sur lequel il s'applique.
Le ban désigne donc, notamment dans l'Est de la France, un territoire délimité dont les bornes sont énoncées par la tradition : paroisse, terres d'un village exploitées sous un règlement commun, domaine dépendant d'une institution religieuse.
En Alsace welche et en Lorraine romane, plusieurs toponymes attestent ce sens du mot :
- la commune de Ban-de-la-Roche, dans la zone romane du  département du Bas-Rhin ;
- les communes de Ban-de-Laveline et de Ban-de-Sapt, ainsi que l'ancienne paroisse de Ban-le-Duc (devenue à la Révolution commune de Ban-sur-Meurthe) dans le département des Vosges ;
- toujours dans le département des Vosges, de nombreux lieux-dits tels : Ban Saint-Dié situé sur la commune de Plainfaing ainsi que Ban d'Étival ;
- Le Ban-Saint-Martin, commune du département de la Moselle ;
- d'anciens fiefs sous l'ancien Régime : Ban Saint-Pierre, et Ban de la Rotte dans le duché de Lorraine, actuellement dans le département de la Moselle.

De la Wallonie à la Suisse romande, le terme était également utilisé dans ce sens en association avec une forêt ou une parcelle de bois. Calqué sur le terme germanique Bannwald qu'on retrouve dans les Vosges alsaciennes, on lit le terme régional  Banbois dans les textes de lois communales et les décrets des seigneurs locaux; cela signifie que ce bois a été mis en ban ou en dépens. Il est interdit d'accès, surtout pour la vaine et grasse pâture, et on ne peut le défricher car on le préserve pour un besoin très spécifique et une période prédéterminée, par exemple, pour obtenir du bois de gros œuvre pour la réfection de bâtiments publics. On retrouve ce terme Banbois, parfois écrit Bambois, aujourd'hui en toponymie wallonne, lorraine, comtoise et suisse, surtout sous la forme de microtoponymes.
Dans les départements des Vosges, de la Haute Marne, de la Haute-Saône, du Doubs et du Jura on trouve, dans la toponymie, une forme francisée en  "Bois Banal". Le terme "banal" n'a, a priori, pas de lien direct avec le  droit seigneurial de banalité mais s'en inspirerait par métonymie de par le caractère collectif des équipements qui en relevaient (four banal, moulin banal, pressoir banal...). Une autre hypothèse étymologique, qui n'est d'ailleurs pas incompatible avec la précédente, serait que "banal" soit une déformation/francisation directe de Bannwald, les deux termes étant assez proches phonétiquement. Dans ce cas, on serait en présence d'un toponyme pléonastique puisque le mot bois apparaîtrait deux fois, une fois sous sa forme française et une fois sous sa forme germanique altérée de wald  en al.
Enfin, à l'ancien terme régional de banbois répond le terme français banlieue, de structure identique, ancienne coutume de droit féodal signifiant « espace (d'environ une lieue) autour d'une ville, dans lequel l'autorité faisait proclamer les bans et avait juridiction ». Il se superpose lui aussi à un terme germanique, moyen haut allemand banmile, composé des éléments ban- et -mile qui a donné en allemand Meile « lieue ».